# Liste des œuvres d'art de la Corse-du-Sud
Cet article vise à recenser les œuvres d'art dans l'espace public de la Corse-du-Sud, en France.

## Liste
Les œuvres sont classées par ordre alphabétique de communes et, au sein de celles-ci, par ordre chronologique d'installation, dans la mesure des informations disponibles.

### Sculptures
| Œuvre                                         | Auteur | Commune               | Localisation                         | Notes | Installation | Coordonnées                      | Illustration |
| --------------------------------------------- | --- | --------------------- | ------------------------------------ | --- | ------------ | -------------------------------- | --- |
| Statue du général Jean Charles Abbatucci,     | Vital Gabriel Dubray | Ajaccio               | Sur la place Abbatucci               | Représente Jean Charles Abbatucci.                                                                                   | 1854         | 41° 55′ 31″ nord, 8° 44′ 18″ est | Image manquante |
| Statue du cardinal Joseph Fesch,              | Vital Gabriel Dubray | Ajaccio               | Dans la cour du musée Fesch          | Représente Joseph Fesch. Classée MH (2017).                                                                          | 1856         | 41° 55′ 19″ nord, 8° 44′ 19″ est | Statue du cardinal Joseph Fesch |
| Buste de Pierre Griffi                        | Noël Bonardi | Ajaccio               | À déterminer                         | Représente Pierre Griffi.                                                                                            | 2003         | 41° 55′ 36″ nord, 8° 44′ 20″ est | Image manquante |
| Statue du général Paul François Grossetti (d) | Henri Bouchard | Ajaccio               | Sur la place Miot, caserne Grossetti | Représente Paul François Grossetti. Inscrite MH (1983).                                                              | 1923         | 41° 54′ 48″ nord, 8° 43′ 43″ est | Statue de Paul François Grossetti |
| Buste de Pierre Lelong                        | À déterminer | Ajaccio               | À l'entrée de la citadelle           | Représente Pierre Lelong.                                                                                            | À déterminer | 41° 54′ 59″ nord, 8° 44′ 21″ est | Buste de Pierre Lelong |
| Buste de Sylvestre Marcaggi                   | À déterminer | Ajaccio               | Boulevard Sylvestre-Marcaggi         | | 1926         | 41° 55′ 00″ nord, 8° 43′ 53″ est | Image manquante |
| Monument commémoratif de Napoléon Ier         | Roger Séassal, Charles Émile Seurre | Ajaccio               | Sur la place d'Austerlitz            | | 1938         | 41° 54′ 59″ nord, 8° 43′ 30″ est | Monument commémoratif de Napoléon Ier |
| Napoléon et ses frères (de)                   | Eugène Viollet-le-Duc, Antoine-Louis Barye, Aimé Millet, Gabriel-Jules Thomas, Jean Petit, Vital Gabriel Dubray, Jacques-Léonard Maillet | Ajaccio               | Sur la place du Diamant              | Représente Napoléon Ier, Joseph Bonaparte, Louis Bonaparte, Lucien Bonaparte et Jérôme Bonaparte. Classée MH (2017). | 1864         | 41° 55′ 03″ nord, 8° 44′ 10″ est | Napoléon et ses frères |
| Buste de Pascal Paoli (de)                    | Joël Vergne | Ajaccio               | Boulevard Danièle-Casanova           | Représente Pascal Paoli.                                                                                             | 2013         | 41° 55′ 03″ nord, 8° 44′ 23″ est | Buste de Pascal Paoli |
| La Pudeur (d)                                 | Noël Bonardi | Ajaccio               | Dans le square Trottel               | | À déterminer | 41° 54′ 46″ nord, 8° 43′ 34″ est | La Pudeur |
| Buste de Pascal Rossini                       | Noël Bonardi | Ajaccio               | À déterminer                         | | 1983         | 41° 55′ 05″ nord, 8° 44′ 24″ est | Image manquante |
| Médaillon au député Emmanuel Arène            | Louis Patriarche | Ajaccio               | Dans le parc Berthault               | Représente Emmanuel Arène.                                                                                           | 1922         | à géolocaliser                   | Image manquante |
| L'Émoi                                        | À déterminer | Ajaccio               | Sur le rond-point devant la gare     | | À déterminer | à géolocaliser                   | Image manquante |
| Monument à Louis Capazza                      | À déterminer | Appietto              | À déterminer                         | Représente Louis Capazza.                                                                                            | 1928         | 42° 01′ 20″ nord, 8° 44′ 03″ est | Monument à Louis Capazza |
| Sampiero Corso                                | Vital Gabriel Dubray | Bastelica             | À déterminer                         | Inscrite MH (2008).                                                                                                  | 1890         | 42° 00′ 03″ nord, 9° 02′ 59″ est | Sampiero Corso |
| Buste de Jean Nicoli                          | Noël Bonardi | Carbini               | À déterminer                         | Représente Jean Nicoli.                                                                                              | À déterminer | à géolocaliser                   | Image manquante |
| Buste de Michel Bozzi                         | Noël Bonardi | Coti-Chiavari         | À déterminer                         | | 1995         | à géolocaliser                   | Buste de Michel Bozzi |
| Buste de Fiorello Ceccaldi                    | À déterminer | Évisa                 | À déterminer                         | | 1963         | 42° 15′ 13″ nord, 8° 48′ 08″ est | Image manquante |
| Monument à Jean-Toussaint Fieschi             | Pierre Dionisi | Petreto-Bicchisano    | À déterminer                         | Représente Jean-Toussaint Fieschi.                                                                                   | 1957         | 41° 47′ 08″ nord, 8° 58′ 36″ est | Image manquante |
| Ballet de dauphins                            | Noël Bonardi | Pianottoli-Caldarello | À déterminer                         | | À déterminer | 41° 29′ 30″ nord, 9° 03′ 18″ est | Image manquante |
| Buste de Pascal Paoli                         | À déterminer | Sartène               | Sur la place Porta                   | Représente Pascal Paoli.                                                                                             | À déterminer | 41° 37′ 15″ nord, 8° 58′ 19″ est | Buste de Pascal Paoli |
| Buste de Célestin Caïtucoli                   | Damaso Maestracci | Sollacaro             | À déterminer                         | Représente Célestin Caïtucoli.                                                                                       | 1937         | à géolocaliser                   | Buste de Célestin Caïtucoli« monument de Célestin Caïtucoli », notice no IA2A000681, sur la plateforme ouverte du patrimoine, base Mérimée, ministère français de la Culture |
| Statue de Toussaint Casanelli d'Istria,       | Vital Gabriel Dubray | Vico                  | Sur la place Casanelli d'Istria      | Représente Toussaint Casanelli d'Istria.                                                                             | 1887         | 42° 10′ 00″ nord, 8° 47′ 59″ est | Statue de Toussaint Casanelli d'Istria |

### Monuments aux morts
| Œuvre                                        | Auteur                                 | Commune                 | Localisation                                                                       | Notes                                                           | Installation | Coordonnées                      | Illustration                            |
| -------------------------------------------- | -------------------------------------- | ----------------------- | ---------------------------------------------------------------------------------- | --------------------------------------------------------------- | ------------ | -------------------------------- | --------------------------------------- |
| Poilu au repos (monument aux morts)          | Copie d'après Étienne Camus            | Balogna                 | Dans le cimetière                                                                  |                                                                 | À déterminer | à géolocaliser                   | Image manquante                         |
| Monument aux morts                           | Anna Bass                              | Bastelica               | Dans le hameau de Dominicacci                                                      |                                                                 | 1923         | à géolocaliser                   | Monument aux morts                      |
| Monument aux naufragés de la Sémillante      | À déterminer                           | Bonifacio               | Îles Lavezzi                                                                       | Commémore les victimes du naufrage de la Sémillante.            | À déterminer | à géolocaliser                   | Monument aux naufragés de la Sémillante |
| La Résistance (monument aux morts)           | Copie d'après Charles-Henri Pourquet   | Cargèse                 | À déterminer                                                                       |                                                                 | À déterminer | à géolocaliser                   | La Résistance (monument aux morts)      |
| Poilu au repos (monument aux morts)          | Copie d'après Étienne Camus            | Ota                     | Au bord de la RD 124, devant la mairie                                             |                                                                 | À déterminer | 42° 15′ 29″ nord, 8° 44′ 45″ est | Monument aux morts d'Ota                |
| Armistice (monument aux morts)               | Copie d'après Jules Déchin             | Pianottoli-Caldarello   | À déterminer                                                                       | Également appelé Poilu Armistice ou Armistice 11 novembre 1918. | À déterminer | à géolocaliser                   | Image manquante                         |
| La Victoire en chantant (monument aux morts) | Copie d'après Charles Édouard Richefeu | Propriano               | Intersection de la rue de la Marine (RD 219A) et de l'avenue Napoléon III (RD 219) |                                                                 | 1921         | 41° 40′ 32″ nord, 8° 53′ 59″ est | Monument aux morts de Propriano         |
| Monument aux morts                           | À déterminer                           | Sainte-Lucie-de-Tallano | Intersection de la RD 268 et de la RD 20                                           |                                                                 | À déterminer | à géolocaliser                   | Monument aux morts                      |
| On ne passe pas ! (monument aux morts)       | Copie d'après Joseph Carlier           | Sampolo                 | À déterminer                                                                       |                                                                 | À déterminer | à géolocaliser                   | Image manquante                         |
| Poilu au repos (monument aux morts)          | Copie d'après Étienne Camus            | Sarrola-Carcopino       | À déterminer                                                                       |                                                                 | À déterminer | à géolocaliser                   | Image manquante                         |
| Debout les Morts (monument aux morts)        | Copie d'après Jules Pollacchi          | Zonza                   | À déterminer                                                                       |                                                                 | À déterminer | à géolocaliser                   | Debout les Morts (monument aux morts)   |

### Fontaines
| Œuvre                      | Auteur                                            | Commune | Localisation      | Notes | Installation | Coordonnées                      | Illustration              |
| -------------------------- | ------------------------------------------------- | ------- | ----------------- | ----- | ------------ | -------------------------------- | ------------------------- |
| Fontaine des quatre lions, | Francesco Massimiliano Laboureur, Jérôme Maglioli | Ajaccio | Sur la place Foch |       | 1850         | 41° 55′ 08″ nord, 8° 44′ 18″ est | Fontaine des quatre lions |